# Roteck (bergstopp)
Roteck är en bergstopp i Österrike.   Den ligger i distriktet Tamsweg och förbundslandet Salzburg, i den centrala delen av landet, 220 km sydväst om huvudstaden Wien. Toppen på Roteck är 2 742 meter över havet, eller 500 meter över den omgivande terrängen. Bredden vid basen är 12,7 km.
Terrängen runt Roteck är bergig norrut, men söderut är den kuperad. Runt Roteck är det glesbefolkat, med 20 invånare per kvadratkilometer.. Närmaste större samhälle är Tamsweg, 12,0 km söder om Roteck. 
I omgivningarna runt Roteck växer i huvudsak blandskog.